# Castêlo da Maia
Castêlo de Maia (auch Castelo de Maia) ist eine Gemeinde (Freguesia) der portugiesischen Stadt Maia. 

## Verwaltung und Geschichte
Die Gemeinde entstand am 29. September 2013 im Zuge der administrativen Neuordnung in Portugal aus dem Zusammenschluss der Gemeinden Barca, Gemunde, Gondim, Santa Maria de Avioso und São Pedro de Avioso.
Auf einer Fläche von 19,9 km² leben 18.266 Einwohner (Stand: 30. Juni 2011). 
Der Name Castêlo de Maia geht auf eine frühere Gemeindebezeichnung zurück und nimmt Bezug auf die historische Burg von Maia. Auch der hiesige Bahnhof der Strecke Linha de Guimarães, der Sportverein Castêlo da Maia Ginásio Clube (mehrmaliger Landesmeister im Volleyball), und der auf Distriktebene spielende Fußballverein Sport Clube Castêlo da Maia beziehen sich auf den Namen.